# Mycosphaerella aurantia
Mycosphaerella aurantia är en svampart som beskrevs av A. Maxwell 2003. Mycosphaerella aurantia ingår i släktet Mycosphaerella och familjen Mycosphaerellaceae.   Inga underarter finns listade i Catalogue of Life.